# (2222) Lermontov
(2222) Lermontov est un astéroïde de la ceinture principale.

## Description
(2222) Lermontov est un astéroïde de la ceinture principale. Il fut découvert le 19 septembre 1977 à Naoutchnyï par Nikolaï Tchernykh. Il porte le nom de Mikhaïl Lermontov. Il présente une orbite caractérisée par un demi-grand axe de 3,12 UA, une excentricité de 0,17 et une inclinaison de 2,6° par rapport à l'écliptique.

## Compléments